# Tino
Tino je ostrov v Ligurském moři náležící Itálii. Patří do souostroví, jehož součástí jsou další dva ostrovy Palmaria a Tinetto.
V roce 1997 byly všechny tři ostrovy společně s Portovenere a Cinque Terre zapsané na seznam světového dědictví UNESCO.